# Benjamin Martins
Benjamin Martins (* 16. April 1985) ist deutscher Regisseur und Drehbuchautor.

## Werdegang
Der Regisseur Benjamin Martins begann seine künstlerische Arbeit zunächst als Schauspieler am Theater und bei Film und Fernsehen. Nach seiner Schauspielausbildung in Köln und Berlin führte ihn sein erstes Engagement nach Paris. Dort gab er für Disneys Enchanted Candleabration Cinderellas Prince Charming. Anschließend übernahm er für 2 Staffeln die Rolle des geistig behinderten Aaron Zuckmeyer in der KiKA Fernsehserie Schloss Einstein. Es folgten Engagements im TV u. a. für Die Anrheiner, Dahoam is Dahoam und Heiter bis tödlich. Im Theater war Benjamin beispielsweise als Ferdinand von Walther in Schillers Kabale und Liebe bei den Frankenfestspielen und an der Komödie Frankfurt zu sehen. 2013 wechselte er dann auch hinter die Kamera und gab mit dem Kurzfilm Ameisenpakt sein Regiedebüt. Im Zuge dessen gründete er mit seinem Hund Müsli die Filmproduktionsfirma Herbsthund Filme. Seine bisherigen Arbeiten liefen in Wettbewerben verschiedener  Filmfestivals, darunter beim Filmfest München und dem Tallinn Black Nights Film Festival in Estland.
Seit der Verleihung des First Steps Award für seinen Kinofilm Schattenstunde im Jahr 2021 ist Benjamin Martins zudem Mitglied der Deutschen Filmakademie.

## Regie
- 2014: Ameisenpakt (Kurzfilm)
- 2015: Don’t Shoot Me Mr. Taliban (Kurzfilm)
- 2017: Danke tote Katze (Spielfilm)
- 2021: Schattenstunde (Kinofilm)

## Filmografie als Schauspieler

### Film
- 2005: Geradeaus Link (Kurzfilm)
- 2006: Die Anrheiner (TV)
- 2008: Hose Hoch (Kurzfilm)
- 2008–2009: Schloss Einstein (TV)
- 2010: Bakurz (Neuzeit.tv)
- 2010: Rebell (Kurzfilm)
- 2010: Off Shore (Kinofilm)
- 2011: Dahoam is Dahoam (TV)
- 2012: Heiter bis tödlich: Fuchs und Gans (TV)
- 2015: Zu klein für die Welt (Kurzfilm)
- 2015: Tabaluga Adventskalender – Die Reise des  Bruno Bär (TV)
- 2016: Danke tote Katze (Kinofilm)

### Theater
- 2007/2008: Enchanted Candleabration, Rolle: Prince Charming (Le Théâtre du Château/Paris)
- 2008: Blue 1974, Rolle: Greek Soldier (Municipal Amphitheatre/Cyprus)
- 2009: Ein Schaf fürs Leben, Rolle: Wolf (Spessartgrotte Gemünden)
- 2009/2010: Tim und Tam im Opernland, Rolle: Tim (Tournee Oper Mannheim)
- 2009/2010: Alice, Rolle: Rasehase u. a. (Theater am Puls/Schwetzingen)
- 2010/2011: Nathan der Weise, Rolle: Tempelherr (Theater am Puls/Schwetzingen)
- 2011: Die Glasmenagerie, Rolle: Jim O’Connor (Theater am Puls/Schwetzingen)
- 2011/2012: Die Physiker, Rolle: Newton (Theater am Puls/Schwetzingen)
- 2012: Aussetzer, Rolle: Chris (Oststadt Theater Mannheim)
- 2012/2013: Don Juan oder der steinerne Gast, Rollen: Pierrot, Mathurine, Don Alonso & Monsieur Dimanche (Theater am Puls/Schwetzingen)
- 2013: Kabale und Liebe, Rolle: Ferdinand von Walter (Frankenfestspiele Röttingen)
- 2014: Landeier, Rolle: Moritz Paul (Theater Alte Werkstatt Frankenthal)
- 2016/2017: Das Dschungelbuch, Rolle: Bagheera (Theater am Puls/Schwetzingen)
- 2018: Wie du mir, so ich dir, Rolle: Richard (Die Komödie Frankfurt)
- 2025: This Bitter Earth, Rolle: Neil (Theater am Puls/Schwetzingen)

## Preise/Auszeichnungen
- 2012: Gold Kahuna Award (Honolulu Filmfestival) für den Kinospielfilm Off Shore (Benjamin Martins in der Rolle des Pedro)
- 2014: Prädikat Wertvoll (Deutsche Film- und Medienbewertung) für Ameisenpakt
- 2014: Special Mention (Interfilm Short Film Festival, Berlin) für Ameisenpakt
- 2015: Remi Award in Gold (45th Houston Worldfest, USA) für Ameisenpakt
- 2015: Lenzing Award (43rd Festival of Nations, Austria) für Ameisenpakt
- 2015: Bester Deutscher Kurzfilm (Internationales Kurzfilm Festival La.Meko, Landau) für Ameisenpakt
- 2016: Special Mention (Geneva International Oriental Film Festival) für Don’t Shoot Me Mr. Taliban
- 2021: Gewinner des First Steps Award für Schattenstunde in der Kategorie Abendfüllender Spielfilm[1]
- 2021: Nominierung Förderpreis Neues Deutsches Kino beim Filmfest München für Schattenstunde in den Kategorien Bester Drehbuchautor, Bester Regisseur und Bester Produzent[2]
- 2022: Gewinner des Publikumspreises beim Jönköping Filmfestival in Schweden für Schattenstunde.